# 称义
称义（英語：Justification）是指在基督教、犹太教和伊斯兰教的神学理论中，上帝使一个有罪的人具有“公义”、“無罪”（righteous）的身份。“称义”的概念出自于基督教的《新约圣经》、犹太教的《塔纳赫》和伊斯兰教的《古兰经》。

## 基督教各宗派
长久以来，称义的程度、方式和范围存在着一些争议。广泛地说，天主教和东正教的理论和最初的称义有所不同——最初的称义认为称义发生于洗礼，而后来的称义则贯穿了信徒整个人生对于上帝的追求。另外，新教关于称义的看法又有较大的差别，他们认为称义可以有两种含义。一种含义指称义的地位，另一含义指称义的行为。称义的地位指上帝由于耶稣受难、为人类赎罪，三天之后复活，则是将复活的生命给与信他的人。另一种含义指耶稣藉着复活将复活的生命赐给人，让人靠着神的生命活出“公义”的行为；人们因为信仰而称义（即“因信称义”），并且所有有信仰的人，都能称义（即“唯独信仰”）。在信义宗和加尔文主义中，称义被看做是上帝的礼物，他们引用了《以弗所书》来支持其信仰。
在宗教改革中，关于称义的看法分歧，导致了新教与天主教的分裂。
基督教传统关于称义性质、功能、意义等相关问题的回答在不同教派之间有较大的区别。这些问题包括：
- 称义是一个瞬间的事件还是一个持续的过程？
- 称义是只是神恩独作论还是神恩和人类行为的合力论？
- 称义是永恒的还是有可能丢失？
- 称义与成圣（被奉为圣）的关系是什么？

### 稱義之意
「稱義」是指上帝因耶穌基督成為了世人的代罪羔羊而作出「無罪」判決，赦免了人類的罪。這一種「義」，不是來自罪人本身，而是人在上帝面前身份上的改變。上帝已藉耶穌基督的犧牲赦免了普天下人的罪，所以人被「稱義」，是上帝「完全」的作為和「已完成」的事實。
我們相信上帝已把所有罪人稱為義；意思是說，祂已宣告所有罪人因着基督的緣故得稱為義。這是聖經的核心信息，教會的存在也是建基於此。這個信息跟所有不同時代、不同地方、不同種族及不同社會階層的人同樣適切，因為「因一人的過犯，眾人都被定罪」（羅馬書5:18）。所有人都需要上帝赦罪，而聖經就在這事上宣佈所有人都已被稱義，因為「因一次的義行，眾人也就被稱義得生命了」（羅馬書5:18）...我們相信每個人藉着信領受這份禮物（以弗所書2:8,9），而非藉着他們的行為。使我們稱義的信心就是信賴基督及祂救贖之工。這使人稱義的信並不是因為它本身有任何能力，而是因為它緊守上帝在基督裏預備的救贖（羅馬書3:28;4:5）。另一方面，雖然基督為所有人死，聖經說：「不信的，必被定罪」（馬可福音16:16），不信的人將失去基督為他們贏取的赦罪（約翰福音8:24）。
 — 《我們所信》（This We Believe）頁9

#### 「稱義」與「成聖」
「稱義」與「成聖」密不可分，但同時亦教導人們應清楚分辨兩者：
- （一）「稱義」是上帝本乎恩典、藉耶穌基督的功勞，為人類（for us）所完成的作為；「成聖」則是祂每天持續在人裡面（in us）提醒、感動和改變，讓信徒能夠抵抗魔鬼和人本身罪性的引誘、試探。
- （二）「稱義」是神藉耶穌基督的犧牲，一個「已完成」（finished and accomplished）的動作；而「成聖」則是一個「持續性」、「未完成」（ongoing and incomplete）的過程。
- （三）上帝的「稱義」是人得救的原因（cause of salvation）；而「成聖」是人得救後所結的果子（fruit of salvation），是人與基督連結後的一種自然流露。
- （四）「稱義」是神在基督裡的獨有作為，不在乎人神同工；「成聖」則是聖靈在信徒心裡作工的結果，叫人生活上有基督的樣式。
- （五）「稱義」叫人在神面前獲得一個新的身份（new status before God）；「成聖」則給予人與神同在的新生活（new life with God）。

### 基督宗教各宗派看法的比較
| 教派                 | 持续过程还是瞬间事件     | 行为性质   | 永久性                         | 称义和成圣的关系                 |
| 天主教（罗马公教会） | 持续过程                 | 合力论     | 如果犯“大罪”（英語：Mortal sin）则会失去 | 同一过程的一部分                 |
| 信义宗（路德宗）     | 瞬间事件，也強調持续过程 | 神恩独作论 | 如果失去信仰则会失去           | 成圣為稱義的「果子」             |
| 循道宗（卫斯理宗）   | 瞬间事件，也強調持续过程 | 合力论     | 如果失去信仰则会失去           | 依赖于持续的成圣                 |
| 东正教               | 持续过程                 | 合力论     | 如果犯“大罪”则会失去           | 同一过程的一部分                 |
| 加尔文主义           | 瞬间事件                 | 神恩独作论 | 不会失去                       | 两者都是预定的、与基督联盟的结果 |

## 圣经引用

### 旧约圣经
有许多旧约圣经篇目中使用了“义”（希伯來語：צדיק）、“称义”（希伯來語：הצדיק）这些术语，例如以下篇目：
- 创世记15:6[16]：“亞伯蘭信耶和華、耶和華就以此為他的義。”
- 申命记6:25[17]：“我們若照耶和華我們　神所吩咐的一切誡命、謹守遵行、這就是我們的義了。”
- 申命记25:1[18]：“人若有爭訟、來聽審判、審判官就要定義人有理、定惡人有罪。”
- 诗篇143:2[19]：“求你不要審問僕人．因為在你面前凡活着的人、沒有一個是義的。”
- 箴言17:15[20]：“定惡人為義的、定義人為惡的、這都為耶和華所憎惡。”
- 以赛亚书53:11[21]：“他必看見自己勞苦的功效、便心滿意足．有許多人、因認識我的義僕得稱為義．並且他要擔當他們的罪孽。”
- 但以理书12:3[22]：“智慧人必發光、如同天上的光．那使多人歸義的、必發光如星、直到永永遠遠。”

正如以上篇目中显示的一样，以希伯来语作为词根的词语有许多意思。然而，安东尼·霍克玛（Anthony Hoekema）解释道，除了但以理书12:3，动词“称义”“几乎总是”被用辩论或者律法的情境，用于宣称一个人与律法一致，而不是使之成为正义。

### 新约圣经
- 馬太福音12:34-37[23]：“你們既是惡人，怎能說出好話來呢？因為心裡所充滿的，口裡就說出來。善人從他心裡所存的善就發出善來，惡人從他心裡所存的惡就發出惡來。我又告訴你們，凡人所說的閒話，當審判的日子必要句句供出來。因為要憑你的話定你為義，也要憑你的話定你有罪。”
- 罗马书1:17[24]：“因為神的義、正在這福音上顯明出來．這義是本於信、以致於信．如經上所記、‘義人必因信得生。’”
- 罗马书2:5[25]：“你竟任着你剛硬不悔改的心、為自己積蓄忿怒、以致　神震怒、顯他公義審判的日子來到。”
- 罗马书2:13[26]：“原來在神面前、不是聽律法的為義、乃是行律法的稱義．”
- 罗马书3:4[27]：“斷乎不能．不如說、　神是真實的、人都是虛謊的．如經上所記、‘你責備人的時候、顯為公義．被人議論的時候、可以得勝。’”
- 罗马书3:20-30[28]：“所以凡有血氣的沒有一個、因行律法、能在　神面前稱義．因為律法本是叫人知罪。但如今　神的義在律法以外已經顯明出來、有律法和先知為證．就是　神的義、因信耶穌基督、加給一切相信的人、並沒有分別．因為世人都犯了罪、虧缺了　神的榮耀。如今卻蒙　神的恩典、因基督耶穌的救贖、就白白的稱義。神設立耶穌作挽回祭、是憑着耶穌的血、藉着人的信、要顯明　神的義．因為他用忍耐的心、寬容人先時所犯的罪．好在今時顯明他的義、使人知道他自己為義、也稱信耶穌的人為義。既是這樣、那裏能誇口呢．沒有可誇的了。用何法沒有的呢、是用立功之法麼．不是、乃用信主之法。所以〔有古卷作因為〕我們看定了、人稱義是因着信、不在乎遵行律法。難道　神只作猶太人的　神麼．不也是作外邦人的　神麼．是的、也作外邦人的神。神既是一位、他就要因信稱那受割禮的為義、也要因信稱那未受割禮的為義。”
- 罗马书4:2-6[29]：“倘若亞伯拉罕是因行為稱義、就有可誇的．只是在神面前並無可誇。經上說甚麼呢．說、‘亞伯拉罕信　神、這就算為他的義。’作工的得工價、不算恩典、乃是該得的、惟有不作工的、只信稱罪人為義的神、他的信就算為義。正如大衛稱那在行為以外、蒙神算為義的人是有福的。”
- 罗马书4:13[30]：“因為神應許亞伯拉罕和他後裔、必得承受世界、不是因律法、乃是因信而得的義。”
- 罗马书4:25[31]：“耶穌被交給人、是為我們的過犯、復活、是為叫我們稱義。〔或作耶穌是為我們的過犯交付了是為我們稱義復活了〕”
- 罗马书5:1[32]：“我們既因信稱義、就藉着我們的主耶穌基督、得與神相和。”
- 罗马书5:9[33]：“現在我們既靠着他的血稱義、就更要藉着他免去神的忿怒。”
- 罗马书5:16[34]：“因一人犯罪就定罪、也不如恩賜．原來審判是由一人而定罪、恩賜乃是由許多過犯而稱義。”
- 罗马书8:30[35]：“預先所定下的人又召他們來．所召來的人、又稱他們為義．所稱為義的人、又叫他們得榮耀。”
- 罗马书8:33[36]：“誰能控告神所揀選的人呢．有神稱他們為義了。〔或作是稱他們為義的神麼〕”
- 罗马书9:31[37]：“但以色列人追求律法的義、反得不着律法的義。”
- 罗马书10:10[38]：“因為人心裏相信、就可以稱義．口裏承認、就可以得救。”
- 雅各书2:21-24[39]：“我的弟兄們，若有人說自己有信心，卻沒有行為，有什麼益處呢？這信心能救他嗎？若是弟兄或是姐妹赤身露體，又缺了日用的飲食，你們中間有人對他們說「平平安安地去吧，願你們穿得暖、吃得飽」，卻不給他們身體所需用的，這有什麼益處呢？這樣，信心若沒有行為就是死的。必有人說：「你有信心，我有行為。」你將你沒有行為的信心指給我看，我便藉著我的行為，將我的信心指給你看。你信神只有一位，你信的不錯！鬼魔也信，卻是戰驚。虛浮的人哪，你願意知道沒有行為的信心是死的嗎？我們的祖宗亞伯拉罕把他兒子以撒獻在壇上，豈不是因行為稱義嗎？可見信心是與他的行為並行，而且信心因著行為才得成全。這就應驗經上所說「亞伯拉罕信神，這就算為他的義」，他又得稱為神的朋友。這樣看來，人稱義是因著行為，不是單因著信。”

## 犹太教的观点
犹太教强调摩西律法的重要性，因此他们对于救赎的观点是“因行称义”、“因律法称义”。

## 伊斯兰教的观点
伊斯兰教强调对伊斯兰教法和“五功”的遵从。